# Ахметов, Хусаин Файзуллович
Хусаин Файзуллович Ахметов (баш. Хөсәйен Фәйзулла улы Әхмәтов; 6 января 1914, Чингизово, Оренбургская губерния — 8 января 1993, Уфа) — башкирский советский композитор. Народный артист РСФСР (1990). Заслуженный деятель искусств РСФСР (1974). Председатель правления Союза композиторов Башкирской АССР (1948—1953).
Автор первого башкирского классического романса «Ночной Урал» (баш. «Төнгө Урал») на стихи Кадыра Даяна. Автор вокальных башкирских баллад, поэм.
Лауреат второй Республиканской премии имени Салавата Юлаева (1968) «за цикл песен для голоса и фортепьяно: „ Мой Урал“ (слова Баязита Бикбая), „Песня о Ленине“ (слова автора), „Знамя партии“ (слова Гайнана Амири) для двух солистов, хора и оркестра, „Сюиту“ для струнного оркестра, арфы, гобоя и ударных инструментов в четырёх частях».

## Образование
Башкирское национальное отделение Московской консерватории — в 1932—1936 гг. учился по классу пения, а в 1936—1941 гг. и 1944 году по классу композиции Ю. М. Яцевича и А. Н. Александрова.

## Биография
В 1941—1944 гг. являлся музыкальным редактором Республиканского комитета радиофикации при Совете народных комиссаров Башкирской АССР.
В 1946—1974 гг. работал художественным руководителем Башкирской филармонии.
В 1948—1953 гг. — председатель правления Союза композиторов Башкирской АССР. Член КПСС с 1948 года.
В 1976—1987 гг. — председатель Хорового общества Башкирской АССР.
Умер 8 января 1993 года в Уфе. Похоронен на Мусульманском кладбище.

### Семья
Жена — Рауфа Фатиховна, врач, много лет проработавшая на кафедре инфекционных болезней Башкирского медицинского университета.
Дети:
- Зульфира (род. 1939) — доктор медицинских наук, профессор, заслуженный врач РФ, заведующая отделением новых информационных технологий ЦНИИТ РАМН.
- Гульнара.
- Мурад (1948—2006) — композитор, заместитель председателя Союза композиторов Москвы (1991—1997), Народный артист Республики Башкортостан.

## Творчество
Хусаин Ахметов продолжал развивать традиции башкирской народной музыки, в своих произведениях использовал особенности узун-кюй.
Является автором нот свыше 100 башкирских народных песен и наигрышей, около 400 песен и романсов, 12 вокальных циклов, 18 баллад и 4 поэмы для голоса и фортепиано.

### Сочинения

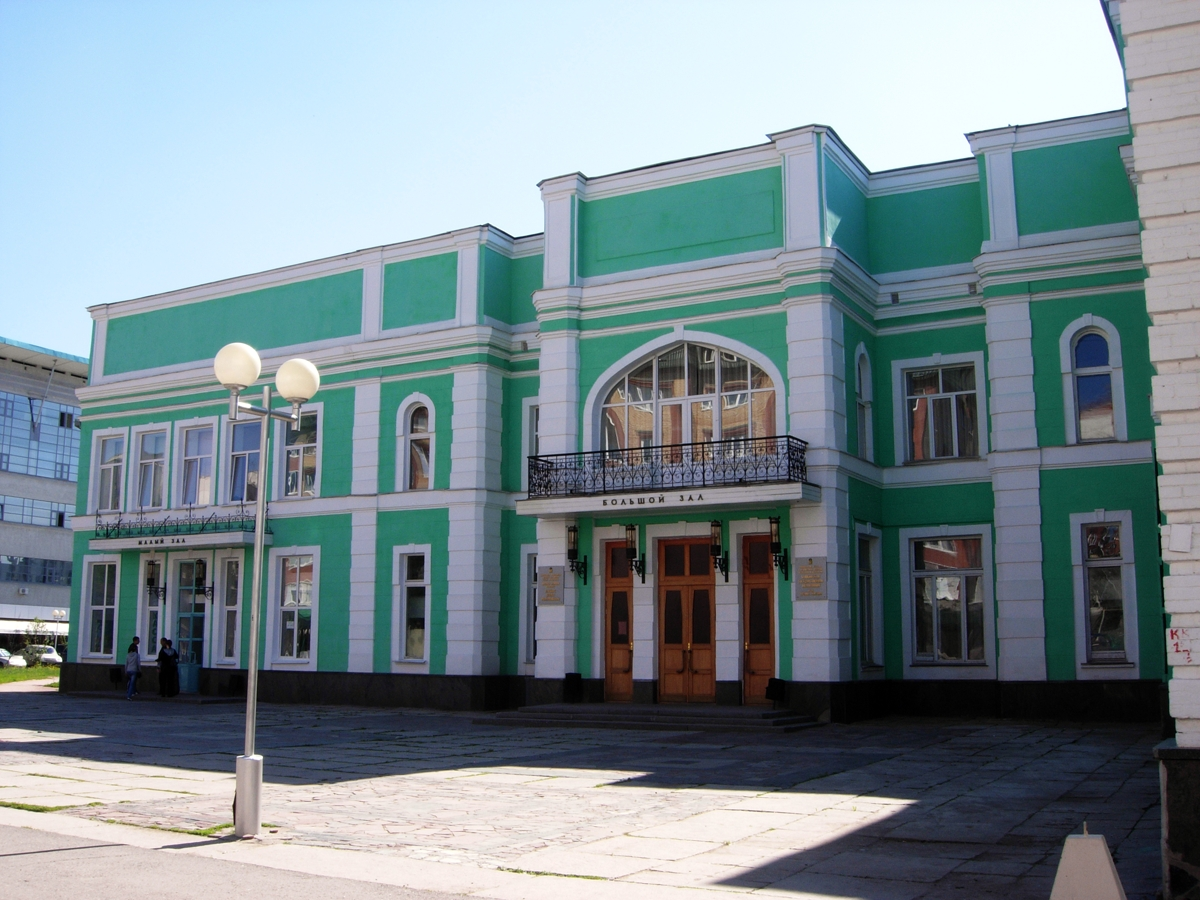
В 2009 году Башкирской госфилармонии («Неси людям солнца свет») на стихи Ш. Бабича

- балет «Горный орёл» (Уфа, 1954, совместно с Н. Сабитовым);
- кантата «Здравица русскому народу» (1954) на стихи Ханифа Карима;
- сюиты для оркестра (1952, 1963);
- струнный квартет (1963);
- сюита для струнного оркестра, гобоя, арфы и ударных (1967);
- опера — «Современники» (баш. «Замандаштар») (Уфа, 1971), либретто Баязита Бикбая;
- вокальный цикл «Пять стихотворений…» (1981) на стихи Мифтахетдина Акмуллы;
- опера «Нэркэс», премьера оперы по романтической трагедии Ильшата Юмагулова на либретто самого композитора и режиссёра-постановщика Рифката Валиуллина состоялась после смерти Ахметова в ноябре 1994 года. Окончил оперу и подготовил к постановке сын композитора Мурад Ахметов. Это история любви юной Нэркэс и батыра Тимерхана разворачивается на фоне междоусобной войны между башкирскими родами.

Опера… Жанр, в котором Хусаин Ахметов раскрылся как вдумчивый музыкальный драматург, мыслитель, композитор, хорошо владеющий оркестровым письмом и великолепно знающий все возможности певческих голосов. Его опера «Замандаштар» («Современники») о тружениках, первооткрывателях башкирской нефти, музыка которой полна удивительных красот. Чего стоит один финал — «Гимн солнцу» — одна из ярчайших кульминаций оперы. А его «лебединая песнь» — опера «Нэркэс» — трагедия, утверждающая силу и бессмертие любви, события которой восходят ко временам средневековья. И здесь много глубокой, истинной музыки, передающей дух времени и чаяния героев.— Эльмира Мингазова. Талант на века. Ватандаш, № 4-2007

## Награды
- Орден Трудового Красного Знамени (1971).
- Два ордена «Знак Почёта» (1949, 08.06.1955).
- Народный артист РСФСР (1990).
- Заслуженный деятель искусств РСФСР (1974).
- Заслуженный деятель искусств Башкирской АССР
- Республиканская премия имени Салавата Юлаева (1968).

## Память
- В Уфе на доме, где жил Ахметов, установлена мемориальная доска.
- В 1994 году в деревне Чингизово Баймакского района Республики Башкортостан был открыт Музей им. Х. Ахметова, а затем в г. Сибае[4]
- 23 января 2009 года к 70-летию Башкирской государственной филармонии присвоено имя Хусаина Ахметова[5].